# František Bilík
Brigádní generál František Bilík (18. června 1891 Zlechov – 16. března 1943 Věznice Plötzensee) byl československý legionář, důstojník a odbojář z období druhé světové války popravený nacisty.

## Život
František Bilík se narodil 18. června 1891 ve Zlechově v okrese Uherské Hradiště v rodině sedláka. Vystudoval gymnázium a střední hospodářskou školu s maturitou a stal se hospodářským úředníkem. V úvodu první světové války bojoval v řadách c. a k. armády nejprve na srbské a poté na ruské frontě, kde padl v únoru 1915 v hodnosti praporčíka do zajetí. V říjnu 1917 podal přihlášku do Československých legií, kam byl přijat v červnu 1918. Absolvoval sibiřskou anabázi a dosáhl hodnosti kapitána. Po návratu do Československa zůstal v řadách armády a v rámci jezdectva sloužil v Hodoníně a Olomouci, následně působil na ministerstvu obrany na pozici přednosty jezdeckého oddělení a jako velitel Jezdecké válečné školy v Praze. Dosáhl hodnosti plukovníka a v roce 1935 byl ustanoven velitelm 5. dragounského pluku ve Staré Boleslavi. Po německé okupaci v březnu 1939 vstoupil do protinacistického odboje, konkrétně do Obrany národa. Za tuto činnost byl zatčen gestapem, vězněn a vyslýchán v Petschkově paláci, v koncentračním táboře Terezín a berlínské věznici Plötzensee. Za předsednictví Rolanda Freislera byl 5. října 1942 odsouzen lidovým soudem k trestu smrti, popraven stětím gilotinou byl v Plötzensee dne 16. března 1943.

## Rodina
Manželům Františkovi a Marii Bilíkovým se narodily dcery Vlastimíra a Marie. Vlastimíra Bilíková zemřela ve stejném roce jako její otec na záškrt, Marie Bilíková byla nuceně nasazena na lesní práce.

## Posmrtná ocenění
- V roce 1945 byl Františku Bilíkovi in memoriam udělen Československý válečný kříž 1939
- Po Františku Bilíkovi je pojmenována ulice ve Staré Boleslavi, ve které před zatčením žil. Ve stejné ulici mu byl odhalen pomník.
- František Bilík byl in memoriam povýšen do hodnosti brigádního generála